# جيني أباتي
جيني أباتي (1880 – 1939) هو مبارز بالسيف مجري راحل، مثّل بلاده في الألعاب الأولمبية الصيفية 1908.

## روابط رياضية
جيني أباتي على موقع أوليمبيديا (الإنجليزية)